# Carex allanii
Espèce
Classification phylogénétique
Carex allanii est une espèce de plantes du genre Carex et de la famille des Cyperaceae.